# Непотпуно подударање (рачунарски потпомогнуто превођење)
Непотпуно подударање (fuzzy односно фази подударање) је техника која се користи у рачунарски потпомогнутом превођењу као посебан случај повезивања записа. Ради са подударностима које могу бити мање од 100% савршене када се проналазе подударности између делова текста и уноса у бази података претходних превода. Обично делује на деловима на нивоу реченице, али неке технологије превођења омогућавају подударање на фразном нивоу. Користи се када преводилац ради са преводилачком меморијом (преводилачка меморија). Користи приближно подударање ниске.

## Позадина
Када се у бази података преводилачке меморије не може пронаћи тачно подударањеза текст који се преводи, постоји могућност претраживања подударања које је мање од прецизног; преводилац поставља праг непотпуног подударања на процентуалну вредност мању од 100%, а база података ће затим вратити сва подударања у својој меморији која одговарају том проценту. Његова основна функција је да помогне преводиоцу убрзавањем процеса превођења; непотпуно подударање није дизајнирано да замени људског преводиоца.

## Историја
Због полиморфне и динамичне природе језика, посебно енглеског (који чини 90% свих изворних текстова који се преводе у индустрији локализације), увек се траже методе које ће олакшати и убрзати процес превођења. Од касних 1980-их развијају су алати за преводну меморију како би повећали продуктивност и убрзали читав процес превођења за преводиоца.
Деведесетих година, пасплинуто подударање почело је да се примењује као истакнута карактеристика алата преводилачких меморија, и упркос неким питањима у вези са додатним радом на уређивању „предлога“ непотпуног подударања, то је и даље популарни подскуп преводилачких меморија. Тренутно је то једна од карактеристика најпопуларнијих алатки преводилачких меморија.

## Методологија
Алатке преводилачке меморије претражују базу података да би лоциралe сегмент односно део који се приближно подудара са сегментом у новом изворном тексту који треба превести. Преводилачка меморија, у ствари, „предлаже“ подударање преводиоцу; тада је на преводиоцу да прихвати овај предлог или да га измени како би се у потпуности изједначио са новим изворним текстом који је у процесу превођења. На тај начин, непотпуно подударање може убрзати процес превођења и довести до повећане продуктивности.
Ово поставља питања о квалитету насталих превода. Понекад је преводилац под притиском да испоручи превод на време и због тога прихвата предлог непотпуног поклапања без провере његове подобности и контекста. Базе података преводилачких меморија настају уносом који су извршили разни преводиоци који раде на бројним различитим текстовима, уз опасност да реченице извучене из овог мноштва разних речи буду спојене из мешавине стилова, а уједно и супротност доследности којој се тежи – оно што су неки критичари назвали „ салата од реченица“. Питање вере у предлоге преводилачке меморије може представљати проблем када се покушава успоставити равнотежа између бржег процеса превођења и квалитета тог превода. Ипак, непотпуно подударање је и даље важан део преводилачких алатки.